# Liste des associations étudiantes collégiales du Québec
Cette liste des associations étudiantes collégiales du Québec comprend les associations étudiantes locales, au nombre de soixante, et nationales. Elles représentent leurs étudiants auprès de leur établissement d'enseignement collégial et du gouvernement du Québec. 

## Membres de la Fédération étudiante collégiale du Québec (FECQ)
La Fédération étudiante collégiale du Québec (FECQ) a été fondée en 1990.
- Association générale des étudiants du Collège Ahuntsic (AGECA)[1]
- Association générale des étudiants et étudiantes du Cégep de l'Abitibi-Témiscamingue, campus de Rouyn-Noranda (AGECAT)[2]
- Association générale des étudiants du Cégep de Gaspésie-les Îles, campus Gaspé (AGECGI-G)[3]
- Association étudiante du Cégep de Carleton (AECC)
- Association générale étudiante du Cégep de Rivière-du-Loup (AGECRLi)[4]
- Association générale des étudiants du Cégep de Sept-Iles (AGECSI)
- Association générale des étudiantes et étudiants du Cégep de Baie-Comeau (AGEECBC)
- Association générale des étudiantes et étudiants du Collège de Chicoutimi (AGEECC)
- Association générale des étudiants et étudiantes du Cégep de Sorel-Tracy (AGEECST)
- Association générale des étudiants et étudiantes du Cégep de Victoriaville (AGEECV)
- Association générale étudiante du Campus Notre-Dame-de-Foy (AGENDF)
- Conseil de vie étudiante de l'École Nationale d'Aérotechnique du Collège Édouard-Montpetit (CVE-ENA)
- Heritage College Student Association (HCSA)
- Regroupement des étudiants et étudiantes du Cégep de Saint-Hyacinthe (RÉÉCSH)
- Association étudiante du Cégep de Sainte-Foy (AECSF)
- Association générale des étudiants et étudiante du Cégep de Shawinigan (AGEECS)
- Regroupement des étudiants et des étudiantes du Cégep de Joliette à Lanaudière (REECJL)
- Association générale des étudiants et étudiantes du Collège Gérald-Godin (AGEECGG)
- Association étudiante du Cégep de St-Félicien (AECSF)
- Association générale des étudiants du Cégep Édouard-Montpetit (AGECEM)
- Association générale des étudiants du Cégep André-Laurendeau (AGECAL)
- Association générale des étudiantes et étudiants du Cégep de Lanaudière à Terrebonne (AGEECLT)
- Association générale des étudiants du Cégep de Thetford (AGECT)
- Association étudiante du Collège d'Alma (AECA)
- Association générale des étudiantes et étudiants du Cégep de La Pocatière (AGEECLP)[5]
- Association étudiante du Collège d'Alma (AECA)
- Association générale des étudiants du Cégep de Lanaudière à L'Assomption (AGECRLA)

Le statut de membership de certaines de ces associations est sujet à controverse. Voir la section Controverse sur le nombre d'associations membres sur la page de la FECQ.

## Membres de la Coalition de Résistance pour l’Unité Étudiante Syndicale (CRUES)
La Coalition de Résistance pour l’Unité Étudiante Syndicale (CRUES) a été fondée en 2023.
- Association générale étudiante du Collège Lionel-Groulx (AGECLG)
- Société générale des étudiants et étudiantes du Collège de Maisonneuve (SOGÉÉCOM)

## Non affiliées à un regroupement national
- Association générale des étudiantes et étudiants du Cégep de Jonquière (AGEECJ)
- Association générale des étudiantes et étudiants du Cégep Limoilou Campus Québec (AGEECL)
- Association générale des étudiantes et étudiants du Cégep Limoilou Campus Charlesbourg (AGEECL)
- Association générale des étudiants de Brébeuf (AGEB)
- Association générale des étudiants du Collège Stanislas (AGECS)
- Association générale des étudiants et étudiantes de l'Institut du Tourisme et d'Hôtellerie du Québec (AGEEITHQ)
- Association générale des étudiants du cégep de Trois-Rivières (AGECTR)
- Association générale étudiante de l'Institut Maritime du Québec à Rimouski (AGEIMQ)
- Association générale étudiante du Cégep d'Abitibi-Témiscamingue Campus d'Amos (AGECAT-A)
- Association générale étudiante du Cégep d'Abitibi-Témiscamingue Campus de Val-D'Or (AGECAT-VD)
- Association générale étudiante du Cégep de la Gaspésie et des Îles-Campus Îles-de-la-Madeleine (AGECGI-IM)
- Association générale des étudiantes et étudiants du Cégep de l'Outaouais (AGEECO)
- Association générale étudiante du Cégep du Vieux Montréal (AGECVM)
- Association générale des étudiants et des étudiantes de Montmorency (AGEM)
- Champlain Students Association (St-Lambert Campus)
- Association étudiante du Cégep de Lévis (AECL)
- Saint-Lawrence Champlain Students Association
- Champlain College Students' Association-Lennoxville
- Student Union of John Abbott College (SUJAC)
- Vanier College Students' Association (VCSA)
- Association générale étudiante du Cégep Saint-Jean-sur-Richelieu (AGECSJR)
- Association générale des étudiants du Collège Laflèche de Trois-Rivières (AGECLTR)
- Association générale étudiante du Cégep Beauce-Appalaches (AGECBA)
- Association générale étudiante du Cégep de Granby Haute-Yamaska (AGECGHY)
- Association étudiante du Cégep Saint-Laurent (AECSL)
- Syndicat étudiant du Cégep de Marie-Victorin
- Association générale étudiante du collège François-Xavier Garneau (AGÉCFXG)
- Association étudiante du Cégep de Matane (AECM)
- Association étudiante du Cégep de Sherbrooke (AÉCS)
- Association générale étudiante du Cégep de Drummondville (AGECD)
- Association générale étudiante du Collège Bois-de-Boulogne (AGEBdeB)
- Association générale des Étudiants-Étudiantes de Mont-Laurier (AGEEM)
- Association générale étudiante du Cégep de Saint-Jérôme (AGES)
- Association étudiante du cégep de Saint-Félicien (AECSF)
- Association étudiante du cégep de Valleyfield (AÉCV)